# Ulf Collett
Ulf Albert Collett, född 11 augusti 1924 i Engelbrekts församling i Stockholm, död 23 september 2004 i Skanör-Falsterbo församling i Skåne län, var en svensk direktör.
Efter studentexamen i Stockholm 1942 och examen från Schartaus handelsinstitut 1944 kom han till Stockholms galvaniseringsfabrik AB 1945, var platschef vid Göteborgs galvaniseringsfabrik AB 1950–1953, återvände till Stockholms galvaniseringsfabrik AB 1954 som direktörsassistent för att 1962 bli verkställande direktör där.
Ulf Collett var son till arkitekten Albert Collett och Siri Pettersson. Genom systern Ulla Collett är han mormors bror till H&M-delägarna Karl-Johan Persson, Charlotte Söderström och Tom Persson. Collett var från 1954 till sin död gift med Wera Kürzel (född 1928), dotter till Rolf Kürzel och Marianne Norling. Tillsammans fick de dottern Caroline (född 1962).